# Alessia Injoque
Alessia Injoque (Lima, 4 de julio de 1984) es una activista por los derechos de las personas LGBT e ingeniera chilena de origen peruano. En 2019 se convirtió en la primera persona transgénero en asumir la presidencia de Fundación Iguales y en 2021 fue la primera persona transgénero en ser jefa de campaña de una candidatura presidencial en Chile.

## Biografía
Nacida en Lima de padres evangélicos, entre los siete y los trece años vivió en Chile escapando del conflicto armado interno de la década de los años noventa. Volvió a Perú, donde estudió ingeniería industrial en la Universidad de Lima y, tras una serie de experiencias laborales en su país natal, migró a Chile junto a su entonces esposa para incorporarse a Cencosud en 2010.
Tras asesorarse con Fundación Iguales, se convirtió en la primera persona con un cargo de jefatura en vivir una transición de género dentro de una empresa chilena. En julio de 2017 salió a la luz pública su historia en la desaparecida revista Qué Pasa y comenzó a dictar charlas para empresas.Ese mismo año se incorporó como columnista de El Mostrador.
En agosto de 2018 se incorporó al directorio de Fundación Iguales y como columnista del medio chileno El Desconcierto, donde inicialmente publicó una serie de columnas sobre su proceso. En octubre de ese mismo año publicó el libro Crónicas de una infiltrada, una serie de relatos personales sobre su proceso de transición.
En septiembre de 2019 asumió la presidencia ejecutiva de Fundación Iguales, convirtiéndose en la primera persona transgénero en asumir ese cargo.
En 2021 fue secretaria ejecutiva de la precampaña presidencial de Pablo Vidal y posteriormente fue nombrada jefa de campaña de la candidata presidencial Paula Narváez, convirtiéndose en la primera mujer trans en ocupar ese cargo en Chile.

## Publicaciones
- Crónicas de una infiltrada (El Desconcierto, 2018)